# Campionati europei di pattinaggio di velocità 2012
I Campionati europei di pattinaggio di velocità 2012 sono stati la 106ª edizione della manifestazione. Si sono svolti a Budapest, in Ungheria, dal 6 all'8 gennaio 2012.

Tra gli uomini, l'olandese Sven Kramer ha conquistato il titolo per la quinta volta, mentre in campo femminile la ceca Martina Sáblíková si è laureata campionessa europea per la quarta volta, la terza consecutiva.

## Campionati maschili

### Giorno 2

#### 500 m
| Pos. | Atleta              | Nazione     | Tempo |
| ---- | ------------------- | ----------- | ----- |
| 1    | Konrad Niedźwiedzki | Polonia     | 36"89 |
| 2    | Zbigniew Bródka     | Polonia     | 36"90 |
| 3    | Jan Blokhuijsen     | Paesi Bassi | 36"93 |
| 4    | Tommi Pulli         | Finlandia   | 37"14 |
| 5    | Håvard Bøkko        | Norvegia    | 37"25 |

#### 5000 m
| Pos. | Atleta          | Nazione     | Tempo   |
| ---- | --------------- | ----------- | ------- |
| 1    | Sven Kramer     | Paesi Bassi | 6'31"82 |
| 2    | Jan Blokhuijsen | Paesi Bassi | 6'36"49 |
| 3    | Alexis Contin   | Francia     | 6'38"08 |
| 4    | Ted-Jan Bloemen | Paesi Bassi | 6'38"27 |
| 5    | Håvard Bøkko    | Norvegia    | 6'40"60 |

### Giorno 3

#### 1500 m
| Pos. | Atleta                | Nazione     | Tempo   |
| ---- | --------------------- | ----------- | ------- |
| 1    | Sven Kramer           | Paesi Bassi | 1'53"98 |
| 2    | Sverre Lunde Pedersen | Norvegia    | 1'54"87 |
| 3    | Jan Blokhuijsen       | Paesi Bassi | 1'54"93 |
| 4    | Denis Juskov          | Russia      | 1'55"13 |
| 5    | Koen Verweij          | Paesi Bassi | 1'55"42 |

#### 10000 m
| Pos. | Atleta          | Nazione     | Tempo    |
| ---- | --------------- | ----------- | -------- |
| 1    | Sven Kramer     | Paesi Bassi | 13'45"05 |
| 2    | Jan Blokhuijsen | Paesi Bassi | 13'52"48 |
| 3    | Håvard Bøkko    | Norvegia    | 14'02"83 |
| 4    | Alexis Contin   | Francia     | 14'05"84 |
| 5    | Koen Verweij    | Paesi Bassi | 14'05"98 |

### Classifica generale
| Pos. | Atleta                      | Nazione     | 500 m        | 5000 m       | 1500 m       | 10000 m       | Punti   |
| 1    | Sven Kramer                 | Paesi Bassi | 37"77 (12)   | 6'31"82 (1)  | 1'53"98 (1)  | 13'45"05 (1)  | 156,197 |
| 2    | Jan Blokhuijsen             | Paesi Bassi | 36"93 (3)    | 6'36"49 (2)  | 1'54"93 (3)  | 13'52"48 (2)  | 156,513 |
| 3    | Håvard Bøkko                | Norvegia    | 37"25 (5)    | 6'40"60 (5)  | 1'56"35 (9)  | 14'02"83 (3)  | 158,234 |
| 4    | Koen Verweij                | Paesi Bassi | 37"73 (10)   | 6'41"42 (7)  | 1'55"42 (5)  | 14'05"98 (5)  | 158,644 |
| 5    | Alexis Contin               | Francia     | 37"80 (13)   | 6'38"08 (3)  | 1'57"58 (12) | 14'05"84 (4)  | 159,093 |
| 6    | Haralds Silovs              | Lettonia    | 37"46 (6)    | 6'41"39 (6)  | 1'55"48 (6)  | 14'23"38 (9)  | 159,261 |
| 7    | Sverre Lunde Pedersen       | Norvegia    | 38"04 (17)   | 6'44"64 (10) | 1'54"87 (2)  | 14'21"61 (8)  | 159,874 |
| 8    | Denis Juskov                | Russia      | 38"46 (23)   | 6'41"89 (8)  | 1'55"13 (4)  | 14'23"93 (10) | 160,221 |
| 9    | Ted-Jan Bloemen             | Paesi Bassi | 37"84 (14)   | 6'38"27 (4)  | 2'01"58 (23) | 14'08"83 (6)  | 160,634 |
| 10   | Bart Swings                 | Belgio      | 38"81 (25)   | 6'43"33 (9)  | 1'56"08 (8)  | 14'19"14 (7)  | 160,793 |
| 11   | Jan Szymański               | Polonia     | 37"48 (7)    | 6'47"61 (13) | 1'56"55 (10) | 14'41"24 (11) | 161,153 |
| 12   | Zbigniew Bródka             | Polonia     | 36"90 (2)    | 7'06"06 (23) | 1'55"98 (7)  | 14'44"55 (12) | 162,393 |
| 13   | Konrad Niedźwiedzki         | Polonia     | 36"89 (1)    | 7'02"62 (21) | 1'57"92 (14) |               |         |
| 14   | Patrick Beckert             | Germania    | 38"56 (24)   | 6'45"22 (11) | 1'59"08 (16) |               |         |
| 15   | Bram Smallenbroek           | Austria     | 37"75 (11)   | 7'00"69 (18) | 1'57"44 (11) |               |         |
| 16   | Kristian Reistad Fredriksen | Norvegia    | 37"51 (9)    | 6'57"42 (15) | 1'59"19 (17) |               |         |
| 17   | Benjamin Macé               | Francia     | 37"48 (7)    | 7'03"02 (22) | 1'57"80 (13) |               |         |
| 18   | Luca Stefani                | Italia      | 37"89 (15)   | 6'56"05 (14) | 1'59"82 (18) |               |         |
| 19   | Sergej Grjazcov             | Russia      | 38"35 (22)   | 7'00"38 (17) | 1'58"73 (15) |               |         |
| 20   | Marco Cignini               | Italia      | 38"31 (20)   | 6'58"67 (16) | 1'59"97 (19) |               |         |
| 21   | Moritz Geisreiter           | Germania    | 39"33 (26)   | 6'46"46 (12) | 2'01"64 (24) |               |         |
| 22   | Vital' Michajlaŭ            | Bielorussia | 38"34 (21)   | 7'01"44 (20) | 2'00"75 (21) |               |         |
| 23   | Milan Sáblík                | Rep. Ceca   | 38"24 (19)   | 7'07"68 (24) | 2'00"95 (22) |               |         |
| 24   | Ferre Spruyt                | Belgio      | 39"46 (27)   | 7'01"38 (19) | 2'00"00 (20) |               |         |
| 25   | Simen Spieler Nilsen        | Norvegia    | 38"17 (18)   | 7'08"04 (25) |              |               |         |
| 26   | Tommi Pulli                 | Finlandia   | 37"14 (4)    | 7'24"50 (29) |              |               |         |
| 27   | Pavel Bajnov                | Russia      | 38"00 (16)   | 7'16"25 (28) |              |               |         |
| 28   | Martin Hänggi               | Svizzera    | 40"32 (28)   | 7'09"80 (26) |              |               |         |
| 29   | Marian Cristian Ion         | Romania     | squalificato | 7'14"52 (27) |              |               |         |

## Campionati femminili

### Giorno 1

#### 500 m
| Pos. | Atleta             | Nazione     | Tempo |
| ---- | ------------------ | ----------- | ----- |
| 1    | Karolina Erbanová  | Rep. Ceca   | 39"87 |
| 2    | Ireen Wüst         | Paesi Bassi | 40"21 |
| 3    | Julija Skokova     | Russia      | 40"40 |
| 4    | Ekaterina Lobyševa | Russia      | 40"62 |
| 5    | Claudia Pechstein  | Germania    | 40"67 |

#### 3000 m
| Pos. | Atleta            | Nazione     | Tempo   |
| ---- | ----------------- | ----------- | ------- |
| 1    | Martina Sáblíková | Rep. Ceca   | 4'11"36 |
| 2    | Natalia Czerwonka | Polonia     | 4'19"41 |
| 3    | Claudia Pechstein | Germania    | 4'19"71 |
| 4    | Diane Valkenburg  | Paesi Bassi | 4'21"29 |
| 5    | Ireen Wüst        | Paesi Bassi | 4'22"59 |

### Giorno 2

#### 1500 m
| Pos. | Atleta             | Nazione     | Tempo   |
| ---- | ------------------ | ----------- | ------- |
| 1    | Martina Sáblíková  | Rep. Ceca   | 2'03"64 |
| 2    | Linda de Vries     | Paesi Bassi | 2'04"70 |
| 3    | Julija Skokova     | Russia      | 2'05"18 |
| 4    | Diane Valkenberg   | Paesi Bassi | 2'05"61 |
| 5    | Ekaterina Lobyševa | Russia      | 2'06"01 |

### Giorno 3

#### 5000 m
| Pos. | Atleta            | Nazione     | Tempo   |
| ---- | ----------------- | ----------- | ------- |
| 1    | Martina Sáblíková | Rep. Ceca   | 7'22"38 |
| 2    | Claudia Pechstein | Germania    | 7'34"51 |
| 3    | Ireen Wüst        | Paesi Bassi | 7'43"59 |
| 4    | Linda de Vries    | Paesi Bassi | 7'45"27 |
| 5    | Diane Valkenburg  | Paesi Bassi | 7'48"04 |

### Classifica generale
| Pos. | Atleta                 | Nazione     | 500 m      | 3000 m       | 1500 m       | 5000 m       | Punti   |
| 1    | Martina Sáblíková      | Rep. Ceca   | 41"79 (14) | 4'16"09 (1)  | 2'03"64 (1)  | 7'22"38 (1)  | 169,922 |
| 2    | Claudia Pechstein      | Germania    | 40"67 (5)  | 4'19"71 (3)  | 2'08"72 (10) | 7'34"51 (2)  | 172,312 |
| 3    | Ireen Wüst             | Paesi Bassi | 40"21 (2)  | 4'22"59 (5)  | 2'06"36 (6)  | 7'43"59 (3)  | 172,454 |
| 4    | Linda de Vries         | Paesi Bassi | 41"33 (9)  | 4'25"40 (7)  | 2'04"70 (2)  | 7'45"27 (4)  | 173,656 |
| 5    | Diane Valkenburg       | Paesi Bassi | 41"56 (11) | 4'21"29 (4)  | 2'05"61 (4)  | 7'48"04 (5)  | 173,782 |
| 6    | Julija Skokova         | Russia      | 40"40 (3)  | 4'26"78 (10) | 2'05"18 (3)  | 8'02"16 (10) | 174,805 |
| 7    | Natalia Czerwonka      | Polonia     | 41"22 (8)  | 4'19"41 (2)  | 2'08"65 (9)  | 7'56"18 (8)  | 174,956 |
| 8    | Ol'ga Graf             | Russia      | 42"08 (15) | 4'26"08 (8)  | 2'07"93 (7)  | 7'52"54 (6)  | 176,323 |
| 9    | Annouk van der Weijden | Paesi Bassi | 41"13 (6)  | 4'28"84 (12) | 2'08"15 (8)  | 8'00"32 (9)  | 176,684 |
| 10   | Isabell Ost            | Germania    | 42"11 (16) | 4'22"65 (6)  | 2'11"68 (18) | 7'55"11 (7)  | 177,289 |
| 11   | Katarzyna Woźniak      | Polonia     | 41"59 (12) | 4'28"38 (11) | 2'09"56 (13) | 8'08"95 (11) | 178,401 |
| 12   | Hege Bøkko             | Norvegia    | 41"48 (10) | 4'26"39 (9)  | 2'09"03 (11) | 8'35"95 (12) | 180,483 |
| 13   | Ekaterina Lobyševa     | Russia      | 40"62 (4)  | 4'30"20 (15) | 2'06"01 (5)  |              |         |
| 14   | Ida Njåtun             | Norvegia    | 41"20 (7)  | 4'33"01 (17) | 2'09"19 (12) |              |         |
| 15   | Karolina Erbanová      | Rep. Ceca   | 39"87 (1)  | 4'41"89 (20) | 2'10"91 (16) |              |         |
| 16   | Anna Rokita            | Austria     | 42"32 (18) | 4'29"37 (14) | 2'11"38 (17) |              |         |
| 17   | Luiza Złotkowska       | Polonia     | 42"22 (17) | 4'35"67 (18) | 2'10"08 (14) |              |         |
| 18   | Mari Hemmer            | Norvegia    | 41"73 (13) | 4'36"37 (19) | 2'12"07 (19) |              |         |
| 19   | Nele Armée             | Belgio      | 43"56 (21) | 4'31"99 (16) | 2'10"81 (15) |              |         |
| 20   | Bente Kraus            | Germania    | 43"07 (19) | 4'28"85 (13) | 2'14"29 (21) |              |         |
| 21   | Taccjana Michajlava    | Bielorussia | 43"58 (22) | 4'43"76 (21) | 2'13"49 (20) |              |         |
| 22   | A'gota Toth            | Ungheria    | 43"29 (20) | 4'50"82 (23) | 2'15"44 (22) |              |         |
| 23   | Sara Bak               | Danimarca   | 44"81 (23) | 4'45"07 (22) | 2'16"56 (23) |              |         |